# Monte Seewassernock
Il Monte Seewassernock è un monte appartenente ai monti Alti Tauri Occidentali, più precisamente ai monti di Fundres, alto 2.433 metri, situato fra l'estremità sommitale della Valle della Selva dei Molini e di Rio Bianco.

## Geografia
Si tratta di una modesta elevazione del grande anfiteatro che domina la conca ove è posta la Malga Michele.

## Salita
Si procede per un percorso che riguarda il Monte Spico e il Dosso Grande.